# Batalla de Peleliu
La batalla de Peleliu, nom en clau Operació Ofegat II (anglès: Operation Stalemate II) va ser un enfrontament entre les forces dels Estats Units i l'Imperi Japonès durant la guerra del Pacífic, entre setembre i novembre de 1944 a l'illa de Peleliu, República de Palau.
Les tropes nord-americanes inicialment només estaven formades per la 1a Divisió de Marines, rellevada més tard per la 81a Divisió d'Infanteria de l'Exèrcit. Es lluità per conquerir una pista d'aterratge a la petita illa de coral. El major general William H. Rupertus, comandant de la 1a de Marines, va dir que conquistarien l'illa abans de 4 dies, però a causa del bon sistema de fortificacions preparat pels japonesos i a una decidida resistència, els combats van prolongar-se durant més de dos mesos. Aquesta batalla segueix sent una de les més controvertides de tota la guerra, a causa del seu qüestionable valor estratègic i al gran nombre de baixes. Al considerar el nombre d'homes que hi van participar, Peleliu va tenir la major taxa de baixes de totes les batalles del Pacífic. El Museu Nacional del Cos de Marines l'anomenà la batalla més amarga de tota la guerra per als Marines.

## Antecedents
A l'estiu de 1944, les victòries al Pacífic Central i sud-oest havien apropat la guerra al Japó, i els bombarders nord-americans ja eren capaços d'atacar les principals illes japoneses. Existia un cert desacord entre els Caps de l'Estat Major Conjunt sobre quina de les dues estratègies presentades derrotaria l'Imperi Japonès més ràpidament. L'estratègia proposada pel general Douglas MacArthur suggeria la reconquesta de les Filipines, seguida per la conquesta d'Okinawa i, després, atacar Japó directament. L'almirall Chester Nimitz suggerí una estratègia més directa, eludint les Filipines, atacar Okinawa i Taiwan i fer-les servir com a base per envair la Xina continental, seguida de la futura invasió de les illes meridionals del Japó.
Totes dues estratègies incloïen la invasió de Peleliu, però per motius diferents. La 1a Divisió de Marines ja havia estat escollida per portar a terme l'assalt. El President Franklin D. Roosevelt viatjà fins a Pearl Harbor per entrevistar-se personalment amb tots dos comandants i escoltar les seves argumentacions. Finalment, l'estratègia proposada per MacArthur va ser l'escollida. Tot i això, abans que MacArthur pogués seguir amb el seu pla per reconquerir les Filipines, calia que les illes Palau, i més específicament les illes de Peleliu i Angaur fossin neutralitzades i s'ocupés una pista d'aterratge per tal de poder protegir el flanc dret de MacArthur.

## Preparatius

### Japonesos

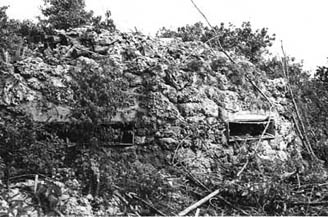
Fortificacions japoneses a Peleliu.

A l'estiu de 1944, les illes Palau van ser ocupades per uns 30.000 soldats japonesos, amb uns 11.000 homes destinats a Peleliu provinents de la 14a divisió d'infanteria, a més de treballador d'Okinawa i coreans. El coronel Kunio Nakagawa, comandant del 2n Regiment de la divisió, dirigí els preparatius per a la defensa de l'illa.
Després d'haver perdut les illes Salomó, Gilbert, Marshall i Marianes, l'Exèrcit Imperial reuní un equip d'investigació per desenvolupar una nova estratègia en defensa de l'illa i, sobretot, abandonar els suïcides càrregues Banzai. La nova estratègia consistia a desfer les formacions de les unitats que desembarcaven, per formar un sistema de fortificacions semblant a un rusc, substituint els atacs banzai per contraatacs coordinats atraient als estatunidencs a un sagnant combat de desgast, per a obligar-los a invertir més recursos en un atac directe. El coronel Nakagama concentrà totes les seves forces a l'interior de l'illa. Emprant el terreny en benefici propi, hi construí una sèrie de búnquers fortificats, coves i trinxeres.
La major part de les defenses de Nakkagawa estaven situades la muntanya Umurbrogol, el punt més alt de l'illa, una sèrie de turons i crestes costarudes. Situat al centre de l'illa, el Umurbrogol tenia una gran vista parcial de tota l'illa, incloent el camp d'aviació. El Umurbrogol tenia, a més, unes 500 coves de pedra calisa, connectades per túnels. Les coves van ser transformades en fortificacions amb posicions fixes d'artilleria i nius de metralladores. L'exèrcit japonès també fortificà les bases del Umurbrogol amb morters de 81mm i 150mm i canons de 20mm, una companyia de tancs lleugers i un destacament d'artilleria antiaèria. Les coves i búnquers van ser connectats a un vast sistema de túnels que cobrien tota l'illa, que permetien que els japonesos poguessin evacuar o reocupar les posicions quan fos necessari.
Els japonesos també usarien el difícil terreny de les platges en favor seu. L'extrem nord de l'illa, on possiblement tindrien lloc els desembarcaments, tenia una barrera de corall de 91,m amb vista a una petita península, lloc batejat pels nord-americans com "The Point" (El Punt). Es va foradar la cresta per donar lloc a canons antitanc de 47 mm i de 20mm. Les posicions van ser segellades i després tancades, deixant només una petita escletxa per poder disparar a les platges. Es van instal·lar posicions semblants durant 3 km de platja.
Els japonesos, a més, van cobrir les platges amb milers d'obstacles per als vehicles de desembarcament, principalment mines i un gran nombre de projectils d'artilleria pesant, enterrats i preparats per esclatar en ser trepitjats. Es va destinar un batalló a la platja per enfrontar-se amb els americans que desembarquessin, però les defenses estaven destinades a retardar l'avanç estatunidenc. En darrera instància, els invasors haurien d'anar terra endins per enfrontar-se a les fortificacions i a altres posicions defensives.

### Estatunidencs

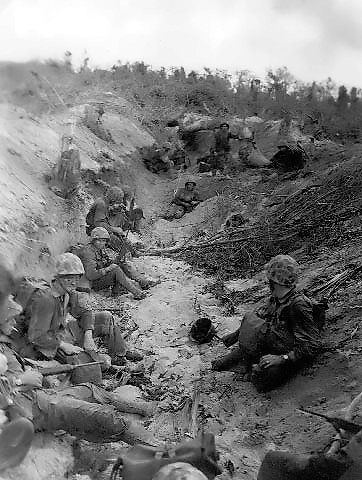
Marines a Orange Beach 2

A diferència dels japonesos, que van alterar dràsticament les seves tàctiques per la propera batalla, el pla d'invasió dels Estats Units no varià gaire en comparació a les operacions anteriors, fins i tot després d'haver patit 3.000 baixes i un retard de 2 mesos per derrotar els japonesos a la batalla de Biak. A Peleliu, els planificadors americans van decidir desembarcar a la zona sud-oest de l'illa, donada la seva proximitat amb la pista d'aterratge al sud de Peleliu. El 1r de Marines, sota el comandament del coronel Chesty Puller, hauria de desembarcar a les platges més septentrionals. El 5è de Marines, sota el comandament del coronel Harold D. Harris, pel centre de l'illa, i el 7è de Marines, sota el comandament del coronel Herman H. Hanneken, a l'extrem sud.
El suport artiller aniria a càrrec de l'11è Regiment de Marines, que desembarcaria després dels regiments d'infanteria. El pla era que els regiments 1r i 7è pressionesin els defensors de l'illa, protegint el flanc esquerre del 5è Regiment, permetent-los capturar l'aeròdrom situat al centre de les platges de desembarcament. El 5è Regiment hauria d'avançar per l'est dividint l'illa en dos. El 1r aniria cap al nord fins al Umurbrogol, mentre que el 7è alliberaria el sud-est de l'illa. Només quedaria un batalló de marines en reserva, a més de la 81a divisió d'infanteria disponible per donar suport a Angaur, al sud de Peleliu.
El 4 de setembre, els Marines van salpar de Pavuvu, al nord de Guadalcanal, per fer una travessa de 2.100 km pel Pacífic fins a Peleliu. Al front anava un equip de demolició submarina per tal de netejar les platges d'obstacles, mentre que diverses naus de la US Navy realitzarien un bombardeig massiu durant els dies previs a la invasió.
La Task Force 38, formada pes cuirassats USS Pennsylvania, Maryland, Mississipi, Tennessee i Idaho, els creuers pessats USS Columbus, Indianapolis, Louisville, Minneapolis i Portland, els creuers lleugers USS Cleveland, Denver i Honolulu, 3 portaavions i 5 portaavions lleugers. En total la Marina disparà 519 salves de projectils de 16 polzades, 1.845 de 14 polzades, 1.793 bombes de 500 lliures i 73.412 bales del calibre .50.
Els estatunidencs creien que el bombardeig massiu previ seria clau per a l'èxit de l'operació, i l'almirall va arribar a afirmar que la Marina s'havia quedat sense objectius. Però la veritat va ser que la major part de les posicions japoneses havien quedat intactes, i fins i tot el batalló encarregat de defensar la platja en sortí pràcticament il·lès. Durant l'assalt, els defensors de l'illa van obrir foc de forma disciplinada, quelcom gens habitual en els japonesos, evitant que les seves posicions fossin prematurament descobertes. El bombardeig amb prou feines va aconseguir destruir els avions japonesos de l'illa, però no els edificis que envoltaven l'aeroport. Així doncs, els japonesos van quedar-se a les seves posicions, llestos per enfrontar-se a les tropes que desembarquessin.

## Batalla

### Els desembarcaments

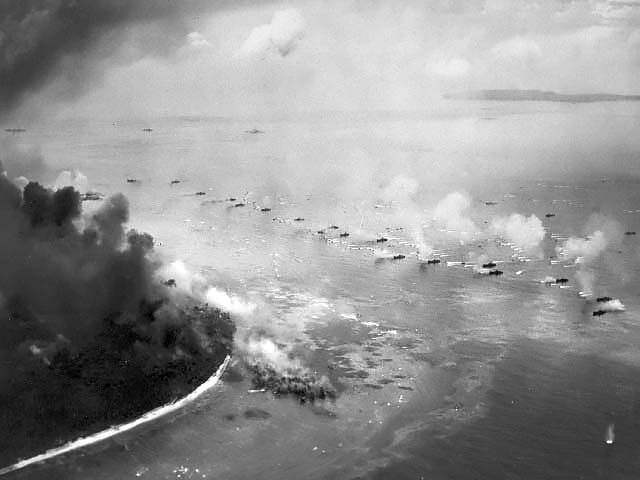
La primera onada de LVTs apropant-se a les platges

Els Marines van desembarcar el 15 de setembre de 1944 a les 08:32, el 1r regiment al nord a White Beach, i el 5è i el 7è a Orange Beach. A mesura que les llanxes de desembarcament s'apropaven a les platges, els japonesos van sortir dels seus amagatalls i van començar a obrir foc contra els americans. Les posicions a les barreres de corall afeblien els flancs dels Marines a mesura que s'exposaven a les armes de 47mm i als canons de 20mm. A les 09:30, els japonesos ja havien destruït 60 vehicles de desembarcament (LVTs i DUKW).

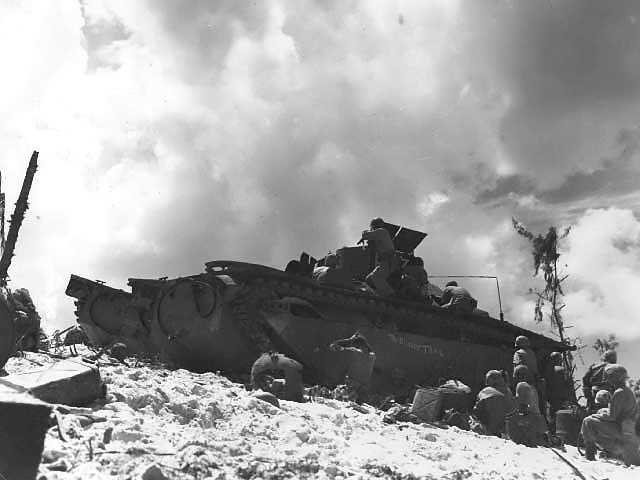
Marines refugiant-se a un Amtrac.

El 1r quedà encallat a causa de l'intens foc provinent de "The Point". El coronel Puller va sobreviure per poc, car un projectil va impactar al seu LVT. Tota la seva secció de comunicacions va ser eliminada en el camí de la platja. El 7è també s'enfrontava a problemes semblants a causa de l'artilleria enemiga. Moltes LVTs van ser destruïdes, obligant als seus ocupants a nedar fins a la platja enmig del foc de les metralladores enemigues, que causaven un enorme nombre de baixes i molts marines que van aconseguir arribar fins a la platja havien perdut les seves armes i el seu equip essencial.
El 5è va ser el regiment que més progressà durant el Dia-D, a causa de la distància entre ells i les defenses enemigues. Van aconseguir arribar fins a l'aeròdrom, però Nakagawa ordenà un contraatac per intentar aturar-los. La seva companyia blindada va travessar l'aeroport i forçà als marines a retrocedir, els blindats japonesos van ser eliminats, juntament amb els soldats d'infanteria que els acompanyaven, després de ser atacats pels caça bombarders i pels canons navals.
Al final del Dia-D, els estatunidencs havien avançat uns 3 km, però poc més. El seu màxim avanç es produí al sud de l'illa, però el 1r no aconseguí progressar gaire a causa de l'atac temerari a "The Poin".
Els Marines van patir 1.111 baixes entre morts i ferits, quan les previsions de baixes eren només de 500 per al Dia-D. El general Rupertus havia pronosticat que els japonesos caurien ràpidament un cop s'hagués trencat el seu perímetre, però no sabia que els japonesos havien canviat de tàctica.

### L'aeròdrom – Sud de Peleliu

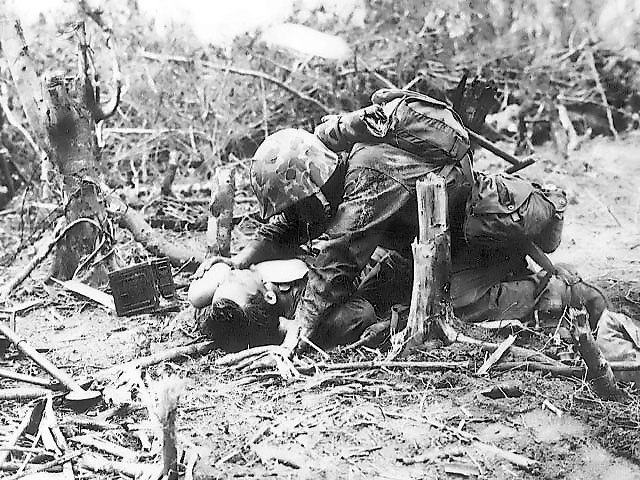
Marine ferit a Peleliu

El D+1, el 5è regiment avançà a fi de conquerir l'aeròdrom i poder arribar fins a l'altre costat de la platja. Van travessar ràpidament la pista d'aterratge sota un intens foc artiller procedent de les posicions més altes, que els causà moltes baixes. Un cop que van aconseguir capturar l'aeròdrom, van avançar cap a l'est, deixant la missió d'acabar amb els defensors del sud de l'illa al 7è regiment.
Aquesta zona encara estava ocupada pels japonesos, que estaven apostats en diverses casamates a la rodalia. Les temperatures a l'illa van arribar fins als 46 °C, i els marines van tenir moltes baixes a causa de la insolació. Per complicar encara més la situació, l'aigua de la que disposaven els marines estava contaminada amb petroli. Tot i això, durant el vuitè dia de combats, els regiments 5è i 7è havien conquerit els seus objectius, mantenint l'aeròdrom i les posicions més altes de l'illa. Amb la captura de l'aeròdrom, les forces estatunidenques van començar-lo a emprar. Els avions de reconeixement L-2 Grasshopper de l'esquadró VMO-1 dels Marines van començar a realitzar vols de reconeixement per a l'artilleria de la Marina i dels Marines. El 26 de setembre (D+11), els F4U Corsair de l'esquadró de Marines VMF-114 van començar a bombardejar les posicions japoneses per tota l'illa, així com les seves fortificacions. Els F4U disparaven coets per volar les entrades obertes de les coves, usant també napalm, sent la segona vegada que s'emprava al Pacífic. El napalm demostrà la seva utilitat al cremar la vegetació que amagava les posicions japoneses i al matar als seus ocupants.

### The Point

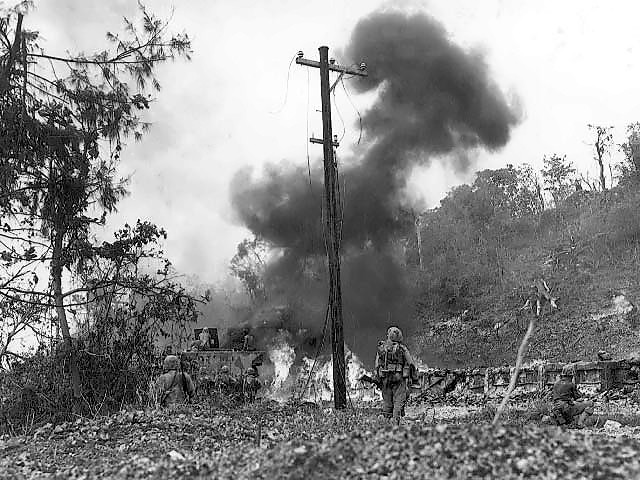
Combats a Peleliu.

La fortalesa natural de "The Point" seguia costant un nombre molt alt de baixes als marines que desembarcaven. El general Puller ordenà al capità George Hunt, comandant de la companyia K del 3r batalló, 1r regiment, que capturessin la posició. Van apropar-se a la posició amb pocs subministraments, car havien perdut la major part del seu armament a la platja. Una de les seccions de Hunt va estar immobilitzat tot un dia a una posició vulnerable. La resta de la companyia també va estar en perill quan els japonesos van aconseguir trencar per la meitat la seva línia, tallant el seu flanc dret. Tot i això, una secció de fusellers va anar destruint les posicions enemigues, una per una. Utilitzant bombes de fum per poder cobrir-se, destruïen les posicions amb granades. Després d'eliminar sis nius de metralladores, els marines van enfrontar-se al foc d'un canó de 47mm que es trobava amagat a una cova. Un tinent va llençar una granada de fum, permetent al caporal Henry W. Hahn llançar una granada a través de l'obertura de la cova: la granada va fer detonar els projectils de 47mm, obligant als ocupants a sortir de la cova, on van ser abatuts pels estatunidencs.
La companyia K va aconseguir conquerir "The Point", però Nakagawa ordenà un contraatac per recuperar la posició. Durant 30 hores, els japonesos van llançar 4 contraatacs contra la companyia K, a la qual se li acabaven els subministraments i l'aigua. Els marines van haver de recórrer a combat cos a cos per poder defendre's dels atacs japonesos. Per quan els van arribar reforços, només els quedaven 18 homes, després d'haver patit fins a 157 baixes en els combats per "The Point".

### Illa Ngesebus

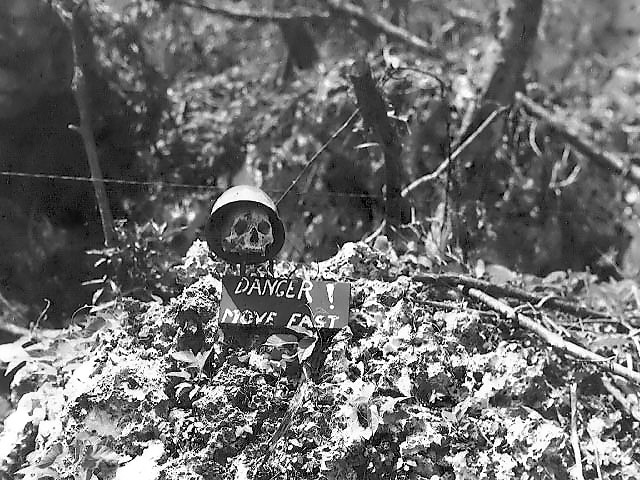
Macabre cartell advertint la línia del front a Peleliu, octubre de 1944

El 5è Regiment, després de conquerir l'aeròdrom, va ser enviat a capturar l'illa Ngesebus, just al nord de Peleliu.
Ngesebus estava ocupada per diverses posicions d'artilleria japoneses, que tenien a tir l'aeròdrom. La petita illa estava unida amb Peleliu mitjançant un petit pont natural, però el coronel Harris, comandant del regiment, es decidí per llançar un assalt amfibi, en previsió que els japonesos haguessin fortificat el pont en previsió d'un atac.
Harris coordinà un bombardeig previ a l'assalt amfibi de l'illa el 28 de setembre, portat a terme per F6F Hellcat del USS Wasp, així com pel cuirassat USS Mississippi i els creuers USS Columbus i USS Denver i per l'artilleria de l'11è Regiment. A diferència del bombardeig de Peleliu, el de Ngesebus va tenir un gran èxit, neutralitzant la majoria de les posicions japoneses. Els marines encara haurien d'enfrontar-se a una forta resistència, però l'illa cauria ràpidament en mans estatunidenques. Les baixes del 5è regiment van sumar 15 morts i 33 ferits, davant els 470 morts japonesos.

### El Pas de Bloody Nose

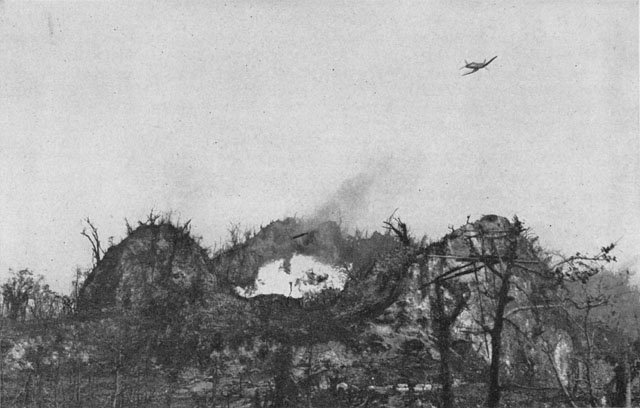
Un F4U Corsair llançant bombes de napalm sobre les posicions japoneses a Umurbrogol

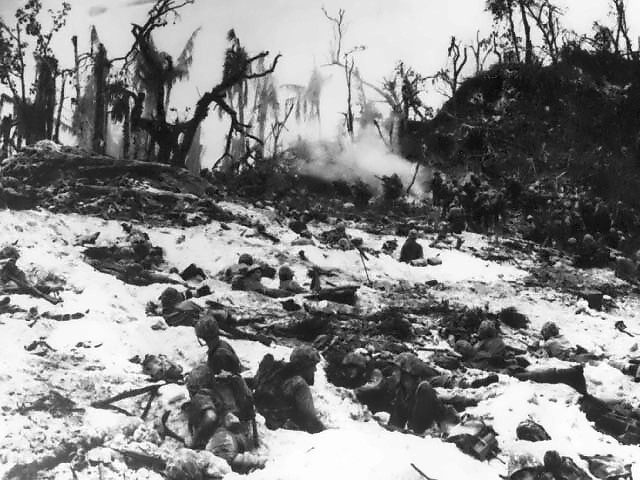
Marines atrinxerats prop d'una posició japonesa, octubre de 1944

Després de capturar "The Point", el 1r regiment es dirigí al nord d'Umurbrogol, a un punt que els marines batejaren com Bloody Nose Ridge (el Pas del Nas Sagnant). El coronel Puller va encapçalar els seus homes en nombrosos assalts, però cadascun dels atacs era neutralitzat ràpidament pels japonesos. El 1r de marines acabà atrapat a la vall, amb fortificacions enemigues a cadascun dels costats, causant un mortal foc creuat. Els marines van patir moltes baixes mentre que avançaven per la vall, car els japonesos van mostrar de nou una gran disciplina quan obrien foc, disparant just on podien causar més baixes. Amb l'augment de les baixes, els franctiradors japonesos van començar a disparar contra els portalliteres, sabedors que si dos portalliteres resultaven ferits o morts, trigarien encara més a substituir-los, i els franctiradors podrien escollir constantment més marines. En lloc de llançar els habituals atacs banzai, els japonesos s'infiltraven a les línies estatunidenques durant la nit per atacar els Marines a dins de les seves pròpies trinxeres. Així doncs, els marines van haver de començar a cavar-ne de noves i a posar a dos homes en cadascuna, perquè un pogués dormir mentre que l'altre vigilava.
Quan el 1r batalló, 1r regiment, a les ordres del major Raymond Davis, atacà el Turó 100, tingué lloc una batalla particularment sagnant. Durant sis dies de durs combats, el batalló va perdre el 71% dels seus homes. El capità Everett P. Pope i la seva companyia van penetrar profundament a la vall. Els va costar tot un dia de durs combats arribar al que creien que era el cim, però només era l'inici d'una nova vall, ocupada per més tropes japoneses.
Atrapat a la base de la vall, el capità Pope va establir un petit perímetre defensiu, que va ser atacat sense treva durant la nit pels japonesos. Els Marines van quedar-se ben aviat sense munició, havent de fer front als atacs japonesos amb ganivets, baionetes i les seves pròpies mans, arribant a llençar-los pedres i les caixes de munició buides. Pope i els seus homes van aconseguir resistir fins a l'albada, quedant només 9 homes quan van abandonar la posició. Pope seria condecorat amb la Medalla d'Honor.

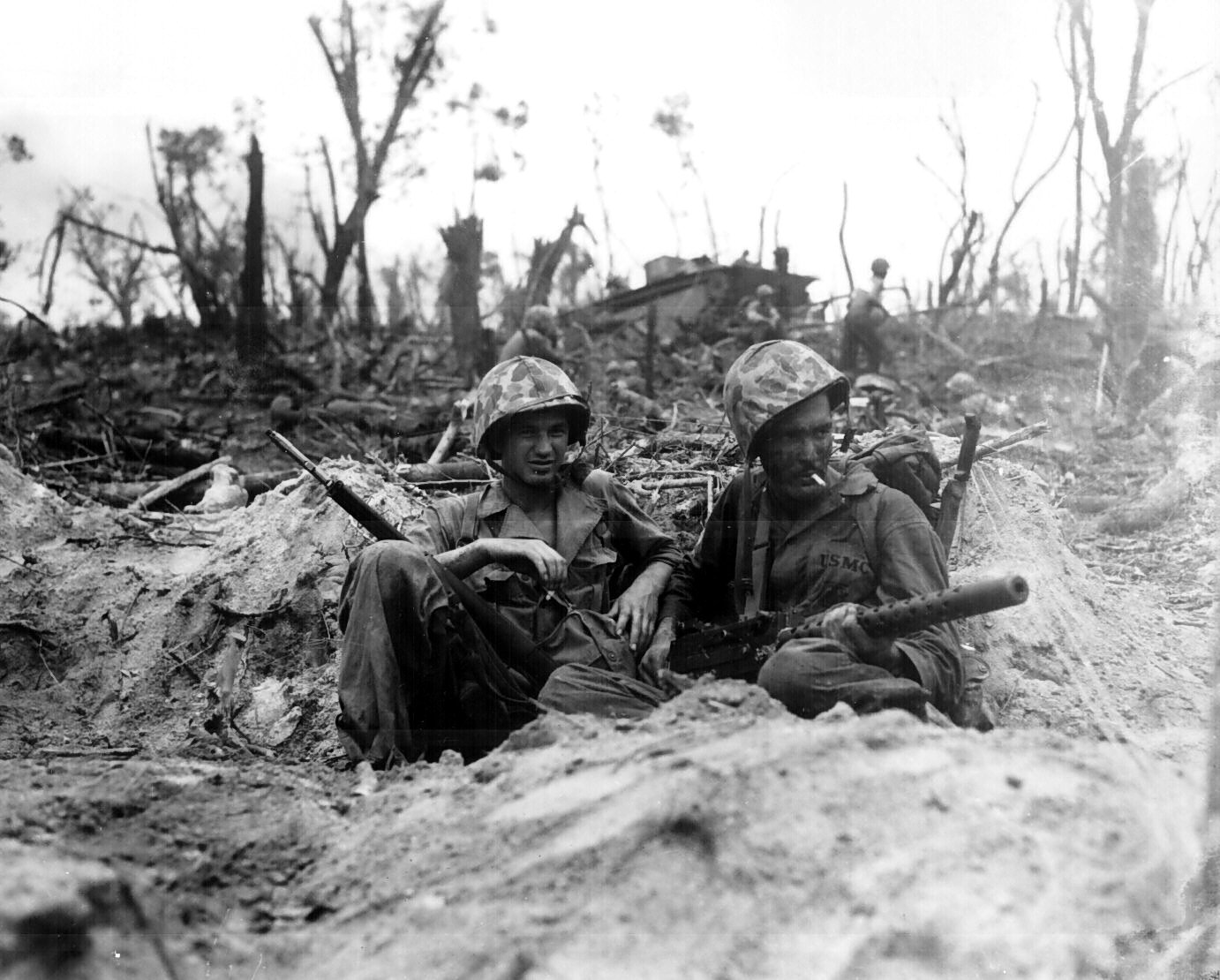
Dos marines descansant després dels durs combats, 14 de setembre de 1944.

El 1r de Marines va patir prop d'un 60% de baixes, perdent 1.749 dels seus 3.000 homes. Després de sis dies de durs combats a les serralades i les valls d'Umurbrogol, el general Roy Geiger, comandant del III Cos Amfibi, envià unitats de la 81a Divisió d'Infanteria a rellevar el regiment. El 23 de setembre, el 321è Regiment de Combat desembarcà a la part oest de les platges de Peleliu, al nord de l'Umurbrogol. El 5è i el 7è de Marines, juntament amb el 321è, van atacar l'Umurbrogol, patint moltes baixes.
A mitjans d'octubre, el 5è i el 7è havien perdut gairebé la meitat dels seus homes. Així doncs, el general Geiger decidí evacuar a tota la 1a Divisió de Marines, substituint-la amb més tropes de la 81a d'infanteria. El 323è Regiment de Combat desembarcà el 15 d'octubre, i en la tercera setmana d'octubre, la major part dels marines ja havien estat evacuats de nou a Pavuvu.
Les tropes de l'Exèrcit van dividir-se per enfrontar-se als darrers defensors japonesos de Bloody Nose Ridge , combats que s'allargaren tot un mes fins que l'illa pogués donar-se per ocupada. Finalment, Nakagawa proclamà "La nostra espasa s'ha trencat i se'ns han acabat les llances". Després cremà la bandera del regiment i se suïcidà ritualment. Va ser ascendit pòstumament a Rikugun Taishō per les seves accions a Peleliu.
Un tinent japonès i 26 soldats de la 2a divisió d'infanteria, juntament amb 8 mariners, van amagar-se a les coves de Peleliu fins al 22 d'abril de 1947, rendint-se només quan un almirall japonès els aconseguí convèncer que la guerra havia acabat. Va ser la darrera rendició oficial de la Segona Guerra Mundial.

## Conseqüències

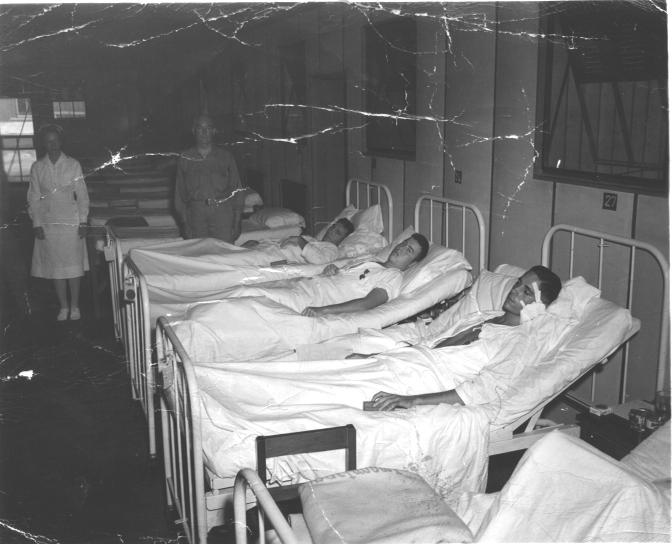
Marines a un hospital de Guadalcanal després d'haver estat ferits a Peleliu

L'expulsió dels japonesos dels voltants d'Umurbrogol és considerada com una de les batalles més difícils a la que els militars estatunidencs van haver d'enfrontar-se durant tota la Segona Guerra Mundial. La 1a Divisió de Marines va patir un enorme nombre de baixes i va mantenir-se fora d'acció fins a la batalla d'Okinawa, l'1 d'abril de 1945. En total, la divisió va patir més de 5.000 baixes durant el mes que va estar a Peleliu, un terç dels homes que la formaven van ser morts, ferits o van donar-se per desapareguts. La 81a Divisió d'Infanteria va patir més de 3.000 baixes durant la seva estada a l'illa.
La batalla és objecte de polèmica a causa del pobre valor estratègic de l'illa. L'aeròdrom s'usà poc durant els posteriors atacs a les Filipines. L'illa no va ser mai emprada com a base per a les incursions posteriors, l'atol Ulithi, a les illes Carolines, situat al nord de Palaus, s'emprà com a base per a la invasió d'Okinawa. La batalla va quedar eclipsada pel retorn de MacArthur a les Filipines i per l'avanç aliat cap a l'Alemanya Nazi a Europa.
Les batalles d'Angaur i Peleliu mostrà als estatunidencs com defensarien els japonesos les seves illes, defensa que es tornaria a veure a Iwo Jima i Okinawa. El bombardeig naval a Iwo Jima va ser lleugerament més efectiu que a Peleliu, però a Okinawa va ser magnífic. Les forces terrestres estatunidenques a Peleliu van adquirir experiència a l'hora d'assaltar les posicions fortificades, com les que tornarien a trobar-se de nou a Okinawa.
Per recomanació de l'almirall Halsey, l'ocupació prevista de l'illa de Yap, a les illes Carolines, va ser cancel·lada. Halsey havia recomanat que els desembarcament a Peleliu i Angaur fossin cancel·lats i que els marines i soldats fossin enviats a Leyte, però va ser desautoritzat per l'almirall Nimitz.

## Honors i medalles
Durant els combats a Peleliu es concediren 8 Medalles d'Honor, la més alta condecoració estatunidenca al valor. Cinc d'elles van ser concedides a títol pòstum (indicat amb *):
- Caporal Lewis K. Bausell, 1r Batalló, 5è Regiment*
- Marine de 1a Classe Arthur J. Jackson, 3r Batalló, 7è Regiment
- Marine de 1a Classe Richard E. Kraus, 8è Batalló de Tractors Amfibis *
- Marine de 1a Classe John D. New, 2n Batalló, 7è Regiment *
- Marine de 1a Classe Wesley Phelps, 3r Batalló, 7è Regiment*
- Capità Everett P. Pope, 1r Batalló, 1r Regiment
- Marine de 1a Classe Charles H. Roan, 2n Batalló, 7è Regiment *
- Tinent Carlton R. Rouh, 1r Batalló, 5è Regiment

## Al cinema
La batalla de Peleliu és la trama dels episodis 5, 6 i 7 de la sèrie The Pacific, d'HBO